# Presbytis siberu
Il presbite di Siberut (Presbytis siberu (Chasen e Kloss, 1928); syn.: P. potenziani siberu) è una specie di primate della tribù dei Presbytini endemica dell'isola indonesiana di Siberut, ad ovest di Sumatra. Originariamente veniva trattato come una sottospecie del presbite delle Mentawai (P. potenziani), ma le differenze genetiche sono tali da aver spinto gli studiosi a classificarlo come una specie indipendente.

## Descrizione
Il presbite di Siberut raggiunge una lunghezza testa-tronco di 48-50 cm, ha una coda lunga 58-64 cm e pesa circa 6,5 kg. Gli esemplari adulti sono quasi interamente di colore nero: solo la faccia è incorniciata da una frangia di peli bianchi e lungo il collo corre una striscia di peli bianchi. Anche la regione pubica è bianca, così come lo scroto nei maschi. Il torace, l'addome e l'interno delle braccia e delle gambe vanno dal bruno-rossastro all'arancio-rossastro. La pelle nera priva di peli della faccia diventa un po' più chiara intorno alla bocca. La colorazione del presbite di Siberut è molto simile a quella del presbite delle Mentawai: se ne differenzia solo per la parte inferiore del corpo più scura e il bianco della regione pubica più nettamente delineato dal resto della pelliccia. Queste scimmie hanno un piccolo ciuffo sulla testa formato da peli leggermente rivolti in avanti. Il dimorfismo sessuale è quasi inesistente. I neonati hanno la pelliccia bianca e la pelle chiara, ma assumono la colorazione scura degli adulti dopo 12-24 giorni.

## Biologia
Il presbite di Siberut si incontra nelle foreste pluviali primarie e secondarie sempreverdi di pianura, nelle foreste paludose e, forse, anche nelle formazioni di mangrovie. Qui vive in simpatria con altre tre specie di primati, il gibbone di Kloss, il rinopiteco di Pagai e il macaco di Siberut. L'isola è caratterizzata da un clima molto umido, con precipitazioni annue che possono raggiungere i 4000 mm. I presbiti trascorrono la maggior parte del tempo ad altezze medie e il resto della giornata tra le chiome degli alberi. La loro dieta non è stata ancora studiata in dettaglio, ma è probabile che come quella di tutti i presbiti sia composta principalmente da frutti e foglie. I maschi iniziano a essere attivi la mattina presto, tra le 3 e le 5, quando emettono forti richiami. I presbiti di Siberut lasciano presto i loro alberi dormitorio, probabilmente per evitare la competizione alimentare con il gibbone di Kloss. Complessivamente, questa specie dedica dal 25 al 33% della giornata a mangiare e dal 45 al 55% al riposo. Le attività sociali richiedono solo l'1-2% del tempo e gli episodi di grooming sono stati osservati raramente.

## Conservazione
L'Unione internazionale per la conservazione della natura (IUCN) classifica il presbite di Siberut come specie in pericolo (Endangered). La popolazione è diminuita del 50% nel corso degli ultimi 40 anni a causa della perdita dell'habitat e della caccia.